# Issendolus
Issendolus település Franciaországban, Lot megyében. Lakosainak száma 523 fő (2022. január 1.). Issendolus Bio, Albiac, Flaujac-Gare, Gramat, Reilhac és Thémines községekkel határos.

## Népesség
A település népességének változása:
| Lakosok száma | 342  | 397  | 365  | 520  | 518  | 512  | 516  | 519  | 516  | 523  |
|               | 1968 | 1982 | 1990 | 2006 | 2013 | 2015 | 2017 | 2019 | 2020 | 2022 |